# Cenon-sur-Vienne

Cenon-sur-Vienne este o comună în departamentul Vienne, Franța. În 2009 avea o populație de 1,822 de locuitori.